# Луїс Хав'єр Гарсія Санс
Луїс Хав'єр Гарсія Санс (ісп. Luis Javier García Sanz, нар. 24 червня 1978, Бадалона) — колишній іспанський футболіст, півзахисник.
Виступав, зокрема, за англійський «Ліверпуль», з яким став переможцем Ліги чемпіонів УЄФА, а також володарем Суперкубка УЄФА, Кубка Англії та Суперкубка Англії. Крім того виступав за національну збірну Іспанії, у складі якої був учасником ЧС-2006.

## Клубна кар'єра
Народився 24 червня 1978 року в місті Бадалона. Вихованець футбольної школи клубу «Барселона».
У дорослому футболі дебютував 1997 року виступами за команду клубу «Барселона Б», в якій провів два сезони, взявши участь у 78 матчах чемпіонату. 
Згодом з 1999 по 2004 рік грав у складі команд клубів «Реал Вальядолід», «Толедо», «Тенерифе», «Атлетіко» та «Барселона».
Своєю грою за останню команду привернув увагу представників тренерського штабу клубу «Ліверпуль», до складу якого приєднався 2004 року. Відіграв за мерсісайдців наступні три сезони своєї ігрової кар'єри. Більшість часу, проведеного у складі «Ліверпуля», був основним гравцем команди. За цей час виборов титул володаря Кубка Англії, ставав володарем Суперкубка Англії з футболу, переможцем Ліги чемпіонів УЄФА, володарем Суперкубка УЄФА.
2007 року повернувся до клубу «Атлетіко». Цього разу провів у складі його команди два сезони.  Граючи у складі «Атлетіко» також здебільшого виходив на поле в основному складі команди.
Протягом 2009—2012 років захищав кольори клубів «Расінг», «Панатінаїкос» та «Пуебла».
До складу клубу «УНАМ Пумас» приєднався 2012 року. За два сезони встиг відіграти за команду з Мехіко 33 матчі в національному чемпіонаті, після чого на початку 2014 року у віці 35 років завершив кар'єру.

## Виступи за збірні
2005 року дебютував в офіційних матчах у складі національної збірної Іспанії. 
У складі збірної був учасником чемпіонату світу 2006 року у Німеччині.
Всього провів у формі головної команди країни 23 матчі, забивши 7 голів.

## Титули і досягнення
- Володар Кубка Англії (1):

«Ліверпуль»:  2005–06
- Володар Суперкубка Англії з футболу (1):

«Ліверпуль»:  2006
- Переможець Ліги чемпіонів УЄФА (1):

«Ліверпуль»:  2004–05
- Володар Суперкубка УЄФА (1):

«Ліверпуль»:  2005
- Володар Кубка Інтертото (1):

«Атлетіко» (Мадрид):  2007
- Чемпіон Індії (1):

«Атлетіко» (Колката):  2014